# Горбаченко, Людмила Ильинична
Людмила Ильинична Горбаченко (22 июня 1929, село Малая Клетинка, теперь Козятинского района Винницкой области — 30 октября 2007, город Бердичев Житомирской области) — украинская советская деятельница, электросварщица Бердичевского машиностроительного завода «Прогресс» Житомирской области. Депутат Верховного Совета СССР 7-9-го созывов.

## Биография
Родилась в многодетной крестьянской семье Ильи Шевчука. Образование неполное среднее. С 1944 года училась в Бердичевском ремесленном училище № 2, которое закончила в 1947 году.
С 1947 года —электросварщица котельно-сварочного цеха Бердичевского машиностроительного завода «Прогресс» Житомирской области.
Потом — на пенсии в городе Бердичеве. Похоронена на городском кладбище Бердичева в секторе почетных захоронений.

## Награды
- орден Ленина
- орден Октябрьской Революции
- медаль «За доблестный труд. В ознаменование 100-летия со дня рождения Владимира Ильича Ленина» (1970)
- медали
- Почетный гражданин города Бердичева (18.08.2005) — за весомый личный вклад в социально-экономическое развитие города и по случаю 575-летия с года основания Бердичева